# If that's all I can
If that's all I can is een single van Bobby Vinton. Het is niet afkomstig van een van zijn albums. Vinton zat tussen twee platenlabels in. If that’s all I can is een cover/vertaling van Adieu jolie Candy van Frank Harvel en Michel Berger onder pseudoniem M. Hursel. Dat lied werd in een uitvoering van Jean-François Michael in 1969 een groot succes (verkoop 5 miljoen). Jo Vally heeft het nummer ook gezongen. Een andere titel waaronder het verscheen was Adios Linda Candy. Het plaatje van Vinton verscheen waarschijnlijk alleen in de Benelux.
If that’s all I can verscheen later wel op Mr. Lonely, niet het originele album uit 1964, maar een verzamelalbum met 31 tracks uit 2002.

## Hitnotering
In Nederland mocht het niet baten; het werd geen hit. In België een kleine hit voor Vinton, een van de zes hitsingles aldaar.

### BelgischeBRT Top 30
| Hitnotering: 11-5-1974 t/m 17-5-1974 | Hitnotering: 11-5-1974 t/m 17-5-1974 | Hitnotering: 11-5-1974 t/m 17-5-1974 |
| Week:                                | 1                                    |                                      |
| ------------------------------------ | ------------------------------------ | ------------------------------------ |
| Positie:                             | 18                                   | uit                                  |

### VlaamseUltratop 30
| Hitnotering: 11-5-1974 t/m 17-5-1974 | Hitnotering: 11-5-1974 t/m 17-5-1974 | Hitnotering: 11-5-1974 t/m 17-5-1974 |
| Week:                                | 1                                    |                                      |
| ------------------------------------ | ------------------------------------ | ------------------------------------ |
| Positie:                             | 29                                   | uit                                  |